# Jan Motty (prawnik)
Jan Chrzciciel Kazimierz Wacław Motty (ur. 1850 w Poznaniu, zm. 3 kwietnia 1924 tamże) – polski prawnik, sędzia, adwokat, działacz niepodległościowy, prezes Najwyższego Sądu Krajowego.

## Życiorys
Był synem Marcelego i Walerii Bukowieckiej h. Drogosław, miał brata Władysława. Jego wnuczką była Aniela Sławska. Uczył się w Gimnazjum Marii Magdaleny (matura 1869).
Studiował prawo w Berlinie. Po studiach, z uwagi na poglądy niepodległościowe, nie mógł uzyskać pracy w swoim zawodzie. Pracował jako adwokat w Grodzisku Wielkopolskim, tam otrzymał tytuł radcy.
W 1883 ożenił się z Mieczysławą Teklą Koczorowską z Koczorowa h. Rogala (1858–1945).
Od 1919 organizował sądownictwo w Wielkopolsce. Był prezesem Najwyższego Sądu Krajowego, a także sędzią w Byczynie, Kluczborku oraz Głuchołazach.

## Ordery i odznaczenia
- Krzyż Komandorski Orderu Odrodzenia Polski (2 maja 1922)[3][4]